# 水島宏一
水島 宏一（みずしま こういち、1965年8月1日 - ）は、日本の男子体操競技選手。 岡山県苫田郡加茂町（現津山市）出身。1988年のソウルオリンピック団体総合銅メダリストである。
加茂中学→関西高校→日本大学→大和銀行体操部（現コナミスポーツ）。
1980年代後半に、日本男子体操チームの中心選手としてチームを支えた。この時期はソビエト連邦の全盛期で、中国や東ドイツの台頭もあり、日本チームは苦戦を余儀なくされていた。そのような状況下でも、最新の技を積極的に取り入れ、世界の強豪に挑んでいた。
現役引退後、米国などで指導者としての研修等を終えたあと、2016年3月まで東京学芸大学の准教授を勤め、体操競技部の監督として後進の指導に当たっていた。
2016年4月、母校である日本大学の文理学部体育学科教授に着任。同時に同体操競技部の監督に就任。

## 主な戦績
- 1986年全日本選手権 個人総合優勝
- 1986年ソウルアジア競技大会団体総合3位、個人総合7位
- 1987年NHK杯個人総合 優勝
- 1987年ロッテルダム世界体操選手権団体総合5位、個人総合10位、ゆか運動7位、平行棒5位
- 1987年全日本選手権 個人総合優勝
- 1988年ソウルオリンピック団体総合銅メダル、個人総合10位、あん馬4位
- 1990年ワールドカップ体操個人総合16位